# Liverpool County Premier League
La Liverpool County Premier League es una competición de fútbol  basada en Merseyside, Inglaterra. Esta fundada en 2006 como fusión de la Liverpool County Football Combination y la I Zingari Liga.
La liga tiene tres divisiones, la Premier Division, Division One y Division Two. La Premier Division esta en el nivel 11 del Sistema de ligas de fútbol de Inglaterra

## Campeones
| Temporada | Premier Division | Division One          | Division Two              |
| --------- | ---------------- | --------------------- | ------------------------- |
| 2006-07   | Waterloo Dock    | South Liverpool       | REMYCA United             |
| 2007-08   | Waterloo Dock    | Aigburth Peoples Hall | Sacre Coeur Former Pupils |
| 2008-09   | Waterloo Dock    | Albany Athletic       | Halewood Town             |

| Temporada | Premier Division | Division Two      | Division Two (Norte) | Division Two (Sur) |
| --------- | ---------------- | ----------------- | -------------------- | ------------------ |
| 2009-10   | Waterloo Dock    | Essemmay Old Boys | Pinewoods            | Alumni             |

| Temporada | Premier Division      | Division One                     | Division Two      |
| --------- | --------------------- | -------------------------------- | ----------------- |
| 2010-11   | Waterloo Dock         | Croxteth                         | Liverpool North   |
| 2011-12   | Aigburth Peoples Hall | West Everton Xaviers             | Kingsley United   |
| 2012-13   | West Everton Xaviers  | Kingsley United                  | The Famous Grapes |
| 2013–14   | Aigburth Peoples Hall | Liver Academy                    | Litherland REMYCA |
| 2014-15   | Aigburth Peoples Hall | Waterloo Grammar School Old Boys | Leyfield          |

| Temporada | Premier Division      | Division One           | Division Two | Division Three |
| --------- | --------------------- | ---------------------- | ------------ | -------------- |
| 2015–16   | Aigburth Peoples Hall | Old Xaverians Reserves | British Rail | Custys         |

| Temporada | Premier Division      | Division One           | División dos         |
| --------- | --------------------- | ---------------------- | -------------------- |
| 2016-17   | Aigburth Peoples Hall | Old Xaverians Reserves | Bankfield Old Boys   |
| 2017-18   | Lower Breck           | British Rail           | Quarry Bank Old Boys |
| 2018-19   | Waterloo Dock         | FC Pilchy              | Stoneycroft          |

## Miembros en la temporada 2020-21

### Premier Division
- AFC Liverpool
- BRNESC
- Bankfield Old Boys
- East Villa
- FC Pilchy
- Knotty Ash
- Liver Academy
- Liverpool NALGO
- Lower Breck reserves
- MSB Woolton
- Old Xaverians
- Paraguay
- Quarry Bank Old Boys
- Sefton Athletic
- The Lute
- Waterloo Dock

### Division One
- Alumni
- BRNESC reserves
- FC Bernie Mays
- FC Garston
- Halewood Apollo
- Kirkby Town
- Marshalls Roby
- Red Rum
- Stoneycroft
- The Empress

### Division Two
- Botanic
- Edge Hill Boys Club Old Boys
- FC Marsden
- Old Xaverians reserves
- ROMA
- Red Rum development
- The James Greenop Foundation
- Warbreck
- Waterloo Grammar Old Boys

- Datos: Q2755888